# 서진리
서진리(徐晉履, 1622년 - 1648년)는 조선의 문신이다. 본관은 대구, 증조할아버지는 의정부영의정에 추증된 서해(徐嶰), 증조할머니는 이고(李股)의 딸 고성 이씨(固城李氏), 할아버지는 약봉 서성(徐渻), 할머니는 송녕(宋寧)의 딸 여산 송씨(礪山宋氏), 아버지는 정신옹주(貞愼翁主)의 배우자 달성위(達城尉) 서경주(徐景霌)이며, 부인은 김경여의 딸인 경주 김씨(慶州金氏)이다.

## 생애
서진리는 지극한 효심을 가진 사람이었다. 그의 부친은 조선 선조(宣祖)의 사위가 된 서경주(徐景霌)이었고, 돌아가신 임금의 외손자로 태어났다. 허나, 27세에 병을 추정으로 젊은 나이로 사망했다. 죽은 전에 직장(直長) 관직을 지냈다. 서진리는 4남 1녀를 두었다.

## 가족 관계
- 고조할아버지: 서고(徐固)
  - 증조할아버지: 서해(徐嶰)
    - 할아버지: 서성(徐渻)
      - 아버지: 서경주(徐景霌)
      - 어머니: 정신옹주(貞愼翁主)
        - 형: 서정리(徐貞履)
        - 형: 서정리(徐正履)

      - 부인: 김경여의 딸
        - 아들: 서문제(徐文濟)
        - 아들: 서문환(徐文渙)
        - 아들: 서문부(徐文溥)
        - 아들: 서문택(徐文澤)